# Josephine Hart
Josephine Hart (Mullingar, 1º marzo 1942 – Londra, 2 giugno 2011) è stata una scrittrice, produttrice teatrale e personaggio televisivo irlandese.
È principalmente conosciuta come l'autrice del romanzo Il danno (Damage) (1991), che ha venduto 5 milioni di copie in tutto il mondo e da cui è stato tratto nel 1992 l'omonimo film diretto da Louis Malle, con Jeremy Irons e Juliette Binoche.
Al suo romanzo Ricostruzioni (The Reconstructionist) (2001) è liberamente ispirato il film Viaggio segreto (2006) diretto da Roberto Andò.

## Opere
- Il danno (Damage) (1991) - prima edizione italiana: Feltrinelli, 1991. ISBN 88-07-70020-4
- Il peccato (Sin) (1992) - Feltrinelli, 1993. ISBN 88-07-70035-2
- L'oblio (Oblivion) (1995) - Feltrinelli, 1995. ISBN 88-07-70069-7
- The Stillest Day (1998)
- Ricostruzioni (The Reconstructionist) (2001) - Feltrinelli, 2002. ISBN 88-07-70144-8
- Catching Life by the Throat: Poems from Eight Great Poets (2008)
- La verità sull'amore (romanzo) (The Truth About Love) (2009) - Feltrinelli, 2010